# Sony Xperia Z5 Premium
Sony Xperia Z5 Premium (модельний номер — E6853,  кодове ім'я — 	Satsuki, інші назви — Sony Xperia Z5 Premium Dual)  — це смартфон на базі Android, який продавався та вироблявся Sony Mobile. Цей пристрій, що є частиною серії Xperia Z, був представлений разом з Sony Xperia Z5 і Xperia Z5 Compact під час прес-конференції на IFA 2015, 2 вересня 2015 року. Пристрій вперше був випущений у Тайвані 5 листопада 2015 року.
Sony Xperia Z5 Premium — це збільшена версія Xperia Z5 і перший смартфон з дисплеєм 4K. Подібно до Xperia Z5, пристрій також отримав сканер відбитків пальців і 23-мегапіксельну камеру з гібридним автофокусом за 0,03 секунди, який використовує ще й фазовий автофокус. Він доступний у хромованому, чорному, золотому і рожевому кольорах.

## Характеристики смартфону

### Апаратне забезпечення
Xperia Z5 Premium має в основному ідентичне апаратне забезпечення з Z5. Смартфон працює на базі восьмиядерного процесора Qualcomm Snapdragon 810 (MSM8994), 3 ГБ оперативної пам’яті і використовує графічний процесор Adreno 430 для обробки графіки. Пристрій також має внутрішню пам’ять об’ємом 32 ГБ, із можливістю розширення карткою microSDXC до 200 ГБ. 
Апарат оснащений 5,5-дюймовим (140 мм відповідно) дисплеєм із розширенням 4K (2160 x 3840 пікселів) із щільністю пікселів 806 ppi, що виконаний за технологією IPS LCD. Незважаючи на те, що дисплей UHD є головною особливістю цього смартфону, він працює якщо є вміст який підтримує це розширення. В іншому випадку він працює у режимі 1080p. Він підтримує мультитач, а також такі функції дисплея, як Live Color LED, відтворюючи більш насичені кольори та більш рівномірне підсвічування. Ще для покращеного зображення і відео використовується технології Triluminos і X-Reality Engine. 
Задня камера Xperia Z5 Premium має 23 мегапікселя з розміром сенсора 1/2,3 дюйма та діафрагмою f/2,0, оснащена новішим датчиком зображення Sony Exmor RS, замість 20,7-мегапіксельного датчика зображення, який використовувався у всіх його попередників, починаючи з Xperia Z1. Подібно до Xperia M5, пристрій також має гібридний автофокус, який використовує фазовий автофокус, за допомогу якого, може сфокусувати об’єкт за 0,03 секунди. Фронтальна камера також помінялася, тепер, на 5,1 мегапіксель з підтримкою HDR і записує відео в роздільній здатності 1080p.
Xperia Z5 Premium також має оновлену кнопку живлення, розташовану на правій стороні пристрою, із системою розпізнавання відбитків пальців, яку можна використовувати для розблокування телефону, як було згадано вище. Проте датчик відбитків пальців вимкнено в американській версії телефону через «ділове рішення», хоча його можна знову ввімкнути, змінивши мікропрограму.
Xperia Z5 Premium живиться від незнімного акумулятора ємністю 3430 мА·г. Заряджання та передача даних здійснюється через порт microUSB 2.0 із підтримкою USB On-The-Go і швидкої, адаптивної 18 ватної зарядки за стандартом Qualcomm QuickCharge 2.0. Крім цього, передача даних відбувається через бездротові модулі Wi-Fi (802.11 a/b/g/n/ac 5 ГГц), DLNA, Bluetooth 4.1 (A2DP, aptX), вбудована антена стандарту GPS з A-GPS, ГЛОНАСС Бейдоу, NFC. В залежності від регіону, Z5 має кілька функцій, яких немає в інших версіях, наприклад для японського регіону, характерні такі функції як, 1seg, POBox, NOTTV, Osaifu-Keitai з використанням мікросхем Sony FeliCa.

### Програмне забезпечення
На Xperia Z5 Premium попередньо встановлено Android 5.1.1 «Lollipop» із користувацьким інтерфейсом і програмним забезпеченням Sony. Попередньо завантажені програми на Z5 Premium надають доступ до різних служб Google, включаючи Google Play, за допомогою яких можна завантажувати та купувати програми, музику, фільми та електронні книги.
Оновлення відбувалося разом із іншими моделями Z5 і Z5 Compact. Тому також був оновлений до Android 6.0 «Marshmallow», а 23 серпня 2016 року Sony оголосила, що Xperia Z5 Premium отримає оновлення до Android 7.0 «Nougat». 16 лютого 2017 року Android 7.0 Nougat було випущено оновлення для Sony Xperia Z5 Premium Dual Sim E6883. 28 червня 2017 року розпочато випуск оновлення Android 7.1.1 Nougat.

## Варіанти
| Модель             | Діапазони | Примітки |
| ------------------ | --- | -------- |
| E6833 E6883 (Dual) | E6833: UMTS HSPA+ 850 (V діапазон), 900 (VIII діапазон), 1900 (II діапазон), AWS-1(IV діапазон), 2100 (I діапазон) МГц GSM GPRS/EDGE 850, 900, 1800, 1900 МГц LTE (діапазони 1, 2, 3, 4, 5, 7, 8, 12, 17, 20) E6883: UMTS HSPA+ 850 (V діапазон), 900 (VIII діапазон), 1900 (II діапазон), AWS-1(IV діапазон), 2100 (I діапазон) МГц GSM GPRS/EDGE 850, 900, 1800, 1900 МГц LTE (діапазони 1, 2, 3, 4, 5, 7, 8, 12, 17, 20, 38, 39, 40, 41) | [ 11 ]   |
| E6853              | UMTS HSPA+ 850 (V діапазон), 900 (VIII діапазон), 1900 (II діапазон), 2100 (I діапазон) МГц GSM GPRS/EDGE 850, 900, 1800, 1900 МГц LTE (діапазони 1, 2, 3, 4, 5, 7, 8, 12, 17, 20, 28, 38, 40) | [ 12 ]   |